# 酢酸セシウム
酢酸セシウム（さくさんセシウム、英: Caesium acetate）は、セシウムの酢酸塩で、化学式CH3CO2Cs で表される無機化合物。パーキン反応において、脂肪酸と芳香族アルデヒドの縮合によるケイ皮酸の製造に用いられる。
酢酸セシウムは、水酸化セシウムまたは酸化セシウムと酢酸との反応により製造することができる。